# Enrollment over Secure Transport
Enrollment over Secure Transport (Registro sobre Transporte Seguro), o EST en sus siglas en inglés, es un protocolo criptográfico que describe un protocolo de administración de certificados X.509 dirigido a clientes de infraestructura de clave pública (PKI) que necesitan adquirir certificados de cliente y los certificados de autoridad de certificación (CA) asociados. 